# 안드레아스 베살리우스

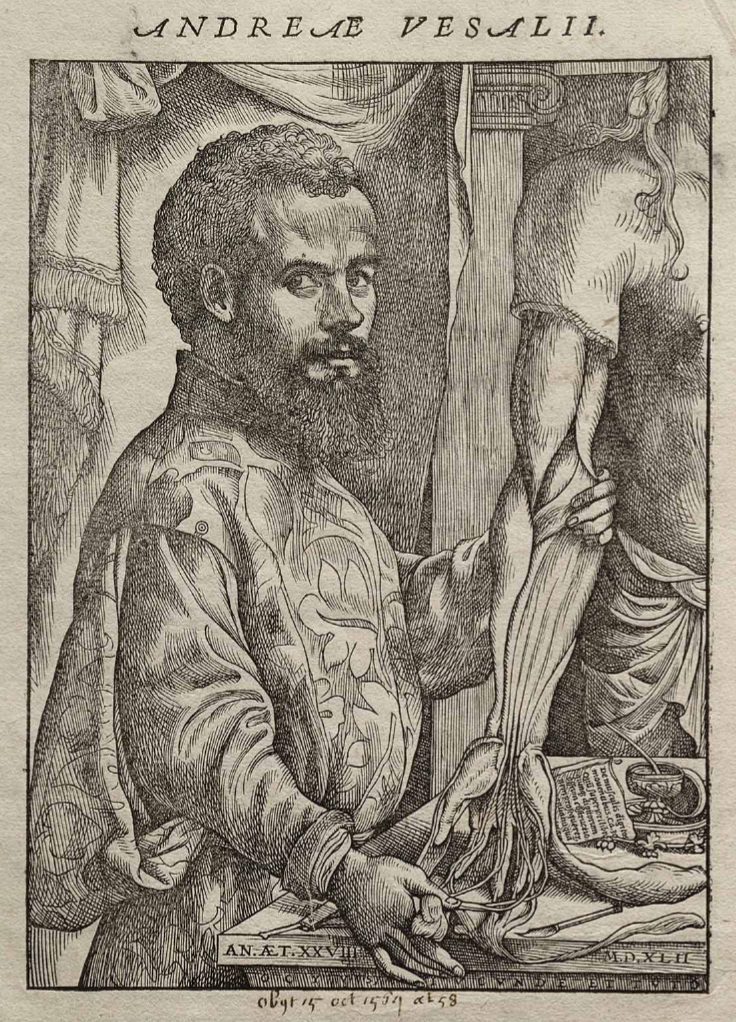
안드레아스 베살리우스

안드레아스 베살리우스(Andreas Vesalius, 1514년 12월 31일 ~ 1564년 10월 15일)는 벨기에의 의학자이다. 근대 해부학의 창시자로, 파리에서 공부하고 후에 이탈리아에서 해부학의 학파를 일으켰다. 1534년 의사로 종군하여 인체를 해부할 수 있는 좋은 기회를 얻어 새로운 지식을 얻은 뒤 이탈리아 파도바 대학 교수가 되었다. 당시의 해부학이 갈레노스의 해부학에만 따르는 것에 반대하여 많은 동물을 해부하고, 인골을 모아 해부학의 방법을 근본적으로 고쳤다. 동시에 그때까지 믿어 왔던 갈레노스의 해부학이 동물을 해부한 것을 사람의 몸에 옮긴 것임을 밝혔다. 당시 그는 많은 박해를 받았으나, 독일 황제 카를 5세의 시의가 되었다. 그는 시체 해부가 떠오르던 당시, 실제로 인체를 해부하여 1543년 〈인체 해부학 대계(De humani corpois fabrica libri septem, 약칭 인체의 구조(Fabrica))〉라는 책을 내어 새로운 해부학을 세워 놓았다. 또한 이 책은 해부학뿐만 아니라 의학 전반에 걸쳐 큰 자극을 주어 많은 우수한 의학자를 배출한 명저이다. 1564년 성지(聖地) 예루살렘을 순례하고 돌아오는 도중 배가 침몰하여 사망하였다.